# José Luis Mendoza Cárdenas
José Luis Mendoza Cárdenas (Ragonvalia, 22 de junio de 1932-Bucaramanga, 3 de diciembre de 2016) fue un ingeniero y político colombiano.

## Biografía
Nació en Villa del Rosario, Santander, el 22 de junio de 1932. Estudió Ingeniería Eléctrica en la Universidad Industrial de Santander. Primero comenzó trabajando en la Fondo de Desarrollo Industrial de Santander, del cual llegó a ser gerente por quince años.
Durante la década de 1960 fue Presidente, en dos ocasiones del Atlético Bucaramanga, al cual llegó de la mano del Gobernador Rafael Pérez Martínez. En 1970 fue designado por el gobernador Jaime Serrano Rueda como Alcalde de Bucaramanga. Siendo Alcalde de Bucaramanga, fue el creador de la Central de Abastos de Bucaramanga y la Terminal de Transportes.
En 1978 fue elegido diputado a la Asamblea Departamental de Santander, siendo reelegido en 1980, 1982 y 1984. En las elecciones legislativas de 1986 pasó a ser Representante a la Cámara por Santander. Tras apoyar al presidente César Gaviria Trujillo, fue elegido Senador en las elecciones legislativas de 1990. Fue reelegido en 1991, 1994 y 1998. En esta última ocasión se retiró en múltiples veces del cargo, siendo reemplazado por Alba Luz Pinilla Pedraza, Fernando Vargas Mendoza y Honorio Galvis Aguilar.
Fue el creador del Movimiento Alternativa Liberal del Pueblo, que llevó al congreso a Vargas Mendoza y a Miguel de Jesús Arenas Prada.
Falleció en Bucaramanga el 3 de diciembre de 2016, a los 86 años.